# Island Falls
Island Falls ist eine Town im Aroostook County des Bundesstaates Maine in den Vereinigten Staaten. Im Jahr 2020 lebten dort 758 Einwohner in 629 Haushalten auf einer Fläche von 105,6 km².

## Geographie
Nach dem United States Census Bureau hat Island Falls eine Gesamtfläche von 105,57 km², von der 93,32 km² Land sind und 12,25 km² aus Gewässern bestehen.

### Geographische Lage
Island Falls befindet sich im Südwesten des Aroostook Countys. Vier große Seen befinden sich vollständig oder teilweise auf dem Gebiet der Town. Eher zentral im Nordosten befindet sich vollständig auf dem Gebiet der Town der Upper Mattawamkeag Lake. In die nordöstliche Ecke ragt etwa zur Hälfte der Pleasant Lake in das Gebiet. Der Mattawamkeag Lake ragt südöstlich vom Upper Mattawamkeag Lake in den östlichen Teil des Gebiets und der Caribou Lake in den südlichen Teil. Der West Branch Mattawamkeag River fließt in südöstlicher Richtung durch die Town, zunächst durch das Village von Island Falls. Er verbindet den Upper Mattawamkeag Lake mit dem Mattawamkeag Lake. Die Oberfläche des Gebietes ist hügelig, höchste Erhebung ist der 311 m hohe Robinson Mountain nördlich des Villages von Island Falls.

### Nachbargemeinden
Alle Entfernungen sind als Luftlinien zwischen den offiziellen Koordinaten der Orte aus der Volkszählung 2010 angegeben.
- Norden: Dyer Brook, 6,8 km
- Nordosten: Oakfield, 10,5 km
- Osten: Unorganized Territory von South Aroostook, 6,1 km
- Süden: Unorganized Territory von South Aroostook, 6,1 km
- Südwesten: Sherman, 17,9 km
- Westen: Crystal, 17,5 km
- Nordwesten: Hersey, 17,7 km

### Stadtgliederung
Die Hauptsiedlung Island Falls liegt im Nordwesten der Town, westlich des Upper Mattawamkeag Lakes. Zwischen dem Upper Mattawamkeag Lake und dem Pleasant Lake befindet sich im Nordosten der Town das Walker Settlement.

### Klima
Die mittlere Durchschnittstemperatur in Island Falls liegt zwischen −11,7 °C (11° Fahrenheit) im Januar und 18,3 °C (65° Fahrenheit) im Juli. Damit ist der Ort gegenüber dem langjährigen Mittel der USA um etwa 10 Grad kühler. Die Schneefälle zwischen Oktober und Mai liegen mit über fünfeinhalb Metern knapp doppelt so hoch wie die mittlere Schneehöhe in den USA, die tägliche Sonnenscheindauer liegt am unteren Rand des Wertespektrums der USA.

## Geschichte
Organisiert als Plantation wurde es im Herbst 1858 und die Anerkennung als Town war am 27. Februar 1872. Die ersten Siedler, Levi Sewall, Neamiah Alexander und Jesse Craig, ließen sich 1841 an dem namensgebenden Wasserfall bei einer Insel nieder, um die Wasserkraft dieser Lage zu nutzen. Sie bemühten sich aktiv um das bald wachsende Gemeinwesen. 1859 wurde das erste Schulhaus gebaut, das auch als Kirche und Treffpunkt für die Gemeinde genutzt wurde. 1875 wurde ein neues größeres Schulhaus gebaut und 1897 folgte die erste Highschool, die nach einem Brand im Jahr 1902 wieder neu errichtet werden musste. Dieses Gebäude wurde bis 1973 genutzt. Heute gehört Island Falls zur Regional School Unit 50 und die Kinder aus Island Falls besuchen die Highschool im nahe gelegenen Dyer Brook. Seit 1860 hat Island Falls eine Bibliothek, eine Post wurde 1863 im Haus von Herrn Sewall gegründet. Die erste Kirche, die erbaut wurde, war 1894 eine Congregational Church. Davor fanden Gottesdienste in privaten Räumen statt. Von 1910 bis 1965 gab es ein Kino in der Pettengill's Hall, einem Gebäude das über viele Jahre das kulturelle Zentrum der Town war.

### Einwohnerentwicklung
| Volkszählungsergebnisse – Town of Island Falls, Maine | Volkszählungsergebnisse – Town of Island Falls, Maine | Volkszählungsergebnisse – Town of Island Falls, Maine | Volkszählungsergebnisse – Town of Island Falls, Maine | Volkszählungsergebnisse – Town of Island Falls, Maine | Volkszählungsergebnisse – Town of Island Falls, Maine | Volkszählungsergebnisse – Town of Island Falls, Maine | Volkszählungsergebnisse – Town of Island Falls, Maine | Volkszählungsergebnisse – Town of Island Falls, Maine | Volkszählungsergebnisse – Town of Island Falls, Maine | Volkszählungsergebnisse – Town of Island Falls, Maine |
| Jahr                                                  | 1800                                                  | 1810                                                  | 1820                                                  | 1830                                                  | 1840                                                  | 1850                                                  | 1860                                                  | 1870                                                  | 1880                                                  | 1890                                                  |
| ----------------------------------------------------- | ----------------------------------------------------- | ----------------------------------------------------- | ----------------------------------------------------- | ----------------------------------------------------- | ----------------------------------------------------- | ----------------------------------------------------- | ----------------------------------------------------- | ----------------------------------------------------- | ----------------------------------------------------- | ----------------------------------------------------- |
| Einwohner                                             |                                                       |                                                       |                                                       |                                                       |                                                       |                                                       |                                                       | 183                                                   | 236                                                   | 223                                                   |
| Jahr                                                  | 1900                                                  | 1910                                                  | 1920                                                  | 1930                                                  | 1940                                                  | 1950                                                  | 1960                                                  | 1970                                                  | 1980                                                  | 1990                                                  |
| Einwohner                                             | 1063                                                  | 1686                                                  | 1683                                                  | 1455                                                  | 1370                                                  | 1237                                                  | 1018                                                  | 913                                                   | 981                                                   | 897                                                   |
| Jahr                                                  | 2000                                                  | 2010                                                  | 2020                                                  | 2030                                                  | 2040                                                  | 2050                                                  | 2060                                                  | 2070                                                  | 2080                                                  | 2090                                                  |
| Einwohner                                             | 793                                                   | 837                                                   | 758                                                   |                                                       |                                                       |                                                       |                                                       |                                                       |                                                       |                                                       |

## Kultur und Sehenswürdigkeiten

### Bauwerke

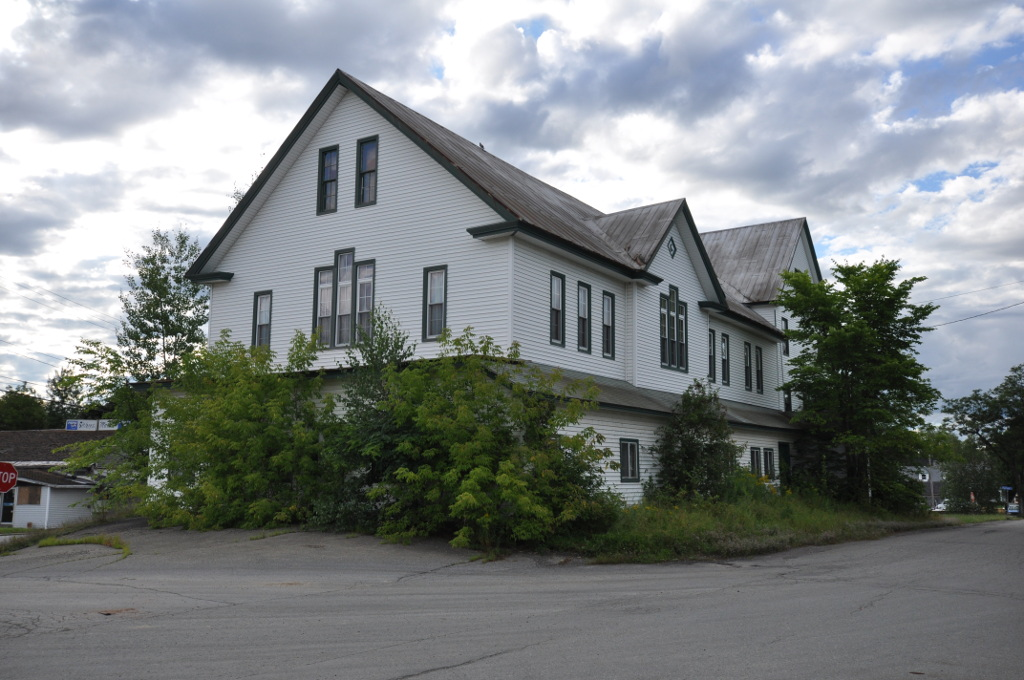
Island Falls Opera House

Zwei Gebäude in Island Falls wurden in das National Register of Historic Places aufgenommen. Im Jahr 1984 das Island Falls Opera House und im Jahr 1982 das William Sewall House.

### Parks
Theodore Roosevelt war mit Levi Sewall und seiner Familie befreundet und besuchte Island Falls mehrfach. Ein State Park am Mattawamkeag River ist ihm gewidmet. Der Park trägt den Namen Bible Point und erinnert daran, dass Theodore Roosevelt dort sonntags in der Bibel gelesen haben soll.

## Wirtschaft und Infrastruktur
Der Tourismus ist in Island Falls ein wichtiger Wirtschaftszweig, die Stadt verdoppelt in den Sommermonaten praktisch ihre Einwohnerzahl. Neben den Wassersportmöglichkeiten auf den beiden Seen im Gebiet der Town bietet Island Falls einen Golfkurs mit 18 Löchern, an den auch eine Anlage mit Ferienwohnungen angeschlossen ist. Die Jagd ist ebenfalls eine beliebte Freizeitaktivität. Im Winter gibt es Angebote für Ausflüge mit Schneemobilen.

### Verkehr
Durch Island Falls verlaufen die Interstate 95 und der U.S. Highway 2. Sie Verbinden Island Falls mit Kanada im Norden und Bangor und Augusta im Süden.

### Öffentliche Einrichtungen
In Island Falls befindet sich die Katahdin Public Library.
Es gibt kein Krankenhaus oder Medizinische Einrichtung in Island Falls. Das nächstgelegene Krankenhaus für Island Falls und die Region befindet sich in Patten.

### Bildung
Island Falls gehört mit Crystal, Dyer Brook, Hersey, Merrill, Moro Plantation, Mt. Chase, Oakfield, Patten, Sherman, Smyrna und Stacyville zur Regional School Unit 50.
Folgende Schulen stehen den Schülerinnen und Schülern zur Verfügung:
- Katahdin Elementary School (PK-6) in Stacyville
- Katahdin Middle/High School (7-12) in Stacyville
- Southern Aroostook Community Schools (PK-12) in Dyer Brook

## Persönlichkeiten

### Söhne und Töchter der Stadt
- Steve Clifford (* 1961), Basketball Trainer